# KK Budućnost
KK Budućnost Podgorica (pronunciado [budǔːtɕnɔːst]), também conhecido como KK Budućnost VOLI por razões de patrocínio é um clube profissional de basquetebol de Podgorica, Montenegro. É uma parte do clube multi-esportivo Budućnost Podgorica. A equipe atualmente compete na Liga Montenegrina e na regional Liga Adriática.

## História
O clube foi fundado em 1949, quando o Budućnost , decidiu formar uma equipe de basquetebol masculino do clube. Budućnost participou de sua primeira competição, durante a primeira parte de junho de 1949, na terceira divisão Montenegrina. O Campeonato teve lugar em Cetinje, e além de Budućnost, outras três equipes de Montenegro participaram. O primeiro sucesso veio dois anos depois, em 1951, quando Budućnost levou o primeiro lugar no Primeiro Campeonato das Cidades, que foi realizada em Herceg-Novi.
Em 1957, de novo ao ar livre quando uma quadra de basquete foi construída no Parque da Cidade, na margem esquerda do Rio Morača.
Budućnost tornou-se Campeão do Montenegro , pela primeira vez, em 1958. O Campeonato foi disputado em 3 zonas, e muito mais equipes participaram neste momento. Todo o crédito por esta conquista vai para: Martinović, Pavlović, Vujović, Đukić, Golubović, Lekić, Belada, Đurišić, Tamindžić e Vukčević. Devido a esse resultado, o Buducnost teve a chance de jogar na qualificação para a Primeira Liga. A classificação não ocorreu, por causa da decisão de Federação Jugoslava Federação de Basquetebol de que a equipe da Zastava de Kragujevac deveria jogar na Liga Iugoslava de Basquetebol, sem quaisquer jogos a serem disputados.
No ano de 1960 Budućnost tornou-se Campeão Montenegrino pela segunda vez. As classificatórias para o Campeonato nacional foram disputadas em Podgorica, e as equipes do Dínamo de Pančevo e Rabotnički Skoplje disputaram parte. O dínamo classificou-se para a Primeira Liga.
Budućnost dominava o basquetebol montenegrino no ano de 1961. Devido a problemas financeiros, os campeonatos foram reduzidos a um torneio jogado em Podgorica, e o time da casa venceu com facilidade todos os seus jogos.
Budućnost teve de esperar até 1969 para o sucesso. Naquele ano, a equipe conseguiu ganhar os dois troféus. Na liga da República, o Budućnost ganhou o primeiro lugar e tornou-se de novo o Campeão Montenegrino. Budućnost jogou a qualificação para a Segunda Liga mais uma vez, mas a forte concorrência de clubes da Sérvia e Macedônia, não conseguiu se qualificar. A equipe também ganhou o Campeonato das Cidades, pela terceira vez em sua história.
O ano de 1970 foi o ponto de mudança para a Liga Montenegrina. Os campeonatos eram disputados nas ligas unidas pela primeira vez na história, sem quaisquer zonas. Budućnost tornou-se o campeão Montenegrino novamente. O clube conseguiu repetir o mesmo sucesso no próximo ano, e se tornou o campeão pela segunda vez consecutiva. No mesmo ano, a equipe finalmente conseguiu se qualificar para a Segunda Liga. Qualificações foram realizadas em Podgorica. Infelizmente Budućnost consegui jogar por apenas um ano na Segunda Liga (1971-72).
Em 1973 o campeão montenegrino foi determinado em um desempate entre Budućnost e Jedinstvo de Bijelo Polje, porque ambas as equipes tiveram o mesmo número de pontos no final da temporada. O Jogo foi jogado em quadra neutra, e Budućnost provou que ele ainda era o melhor. Ambos os clubes participaram na qualificação para a Segunda Liga, mas também não conseguiram se qualificar. O torneio foi disputado em Skopje. No próximo ano Budućnost teve apenas uma derrota na Liga Montenegrina e voltou a ser campeão. No mesmo ano, o torneio das Repúblicas teve lugar. Os jogadores do Budućnost que jogaram para a Seleção Montenegrina foram: Blažević, Begović, Pavićević e Popović. A equipe conseguiu se qualificar para a Segunda grupos da Liga Sul este ano.
Porque não foi adequado para a arena de basquete em Titograd, Budućnost foi forçado a jogar os seus jogos na Segunda Liga (temporada 1974-75) fora de sua cidade natal. Budućnost foi de longe a melhor equipe do grupo Sul – tinha 11 vitórias e apenas 3 derrotas. Esse ano, a fusão dos clubes Akademik e Budućnost teve lugar, de forma que a equipe agora tinha os melhores jogadores do Akademik. Equipe de lista de inscritos para este ano foi: Begović, Brajović, Blažević, Šćepanović, Latković, Đurašković, I. Popović, M. Popović, Vukićević, Leković, Šarkić, Pavićević, Kazić e Martinović, e o treinador foi Petar Blažević. A equipe conquistou o seu primeiro maior sucesso na Copa da Iugoslávia, chegando nas oitavas de final.
Na temporada de 1975-76, a Segunda Liga foi mais uma vez dominado por Budućnost. No final da temporada regular, Budućnost ficou empatado com a equipe de Budućnost Peć, com 13 vitórias e 5 derrotas. No desempate, que decorreu em Belgrado, a equipe de Podgorica, era muito melhor e ganhou. Os novos jogadores nesta temporada foram Garić e Begović.
No próximo ano, a equipe ficou empatado em primeiro lugar com a equipe de Kumanovo, mas o Budućnost perdeu no desempate. Na temporada 1977-78 Budućnost classificou-se para os quartas de finais da Copa da Iugoslávia, onde ele foi espancado pelo Bosna. No mesmo ano, a equipe conquistou a Copa de Montenegro.

### Ganhando a promoção à Primeira Liga
A temporada 1979-80 é muito significativa na história do clube. Budućnost levou o primeiro lugar na Segunda Liga e automaticamente classificou-se para a Liga Federal Iugoslava. Os jogadores foram: Antić, Dragan Ivanović, Dusko Ivanović, Vukićević, Sutulović, Vukosavljević, Petrović, Đurović, Bojanić, Garić, Rakočević, Nesević e Dragović. A equipe foi treinada por Rusmir Halilović. Como anfitriões, a equipe teve para jogar seus jogos em Danilovgrado.

### Primeira Liga Iugoslava
A promoção do Budućnost  à Primeira Liga trouxe um ressurgimento da popularidade para o basquete em Titogrado no verão de 1980. O Primeiro Campeonato, tinha um representante de Montenegro novamente depois de 15 anos. Pouco antes da estreia na Primeira Liga, Morača Sports Center foi aberto e o time jogou todas as suas partidas oficiais lá.
Em seu Primeiro Campeonato a equipe conseguiu um sucesso significativo com nove vitórias e treze derrotas. A equipe neste ano foi: Dragan e Duško Ivanović, Antić, Knežević, Kovačević, Rakočević, Goran e Milorad Bojanić, Garić, Petrović, Milatović. O treinador foi Čedomir Đurašković.
No próximo ano , a equipe conseguiu qualificar-se para o play-off de quartas-de-final depois de bater Jugoplastika Split em três jogos. Nas quartas-de-finais, a equipe reuniu-se com o Estrela Vermelha, que ganhou duas vezes, em Belgrado, enquanto Budućnost triunfou em Titogrado.

### Terceiro lugar na Liga Iugoslava, classificação para a Europa
Durante os suas melhores cinco temporadas, o Budućnost lutou arduamente para se manter como participante da elite, encontrando-se várias vezes em perigo de rebaixamento, mas conseguindo superar. O grande avanço inesperadamente viria na temporada 1985-86, a sexta na elite, apesar do fato de que no verão de 1985 fora de temporada parecia que o Buducnost partiria para uma luta desesperada para ficar. Treinador Vlade Đurović saiu, tendo uma oferta do KK Zadar e a situação dos jogadores era muito melhor — , Goran Bojanić,  Žarko Đurišić,  Goran Rakočević sairam, enquanto ainda jovens jogadores talentosos acompanharam o êxodo  Zdravko Radulović transferiram-se para o KK Bosna, Saša Radunović tomou uma oferta da Universidade Estadual de Wichita, e Luka Pavićević fez o mesmo com a Universidade de Utah.
Ainda, apesar de todas as dificuldades, a entrada do jovem treinador Milutin Petrović com um plantel composto dos irmãos Ivanović, Nikola Antić, o Žarko Paspalj, Milatović, Jadran Vujačić e Veselin Šćepanović, conseguiram levar a equipe a uma série de treze vitórias e nove derrotas e o 3º lugar no campeonato, assim, a qualificação para a próxima temporada Copa Korać, o clube entra pela primeira vez para uma participação na competição Europeia.

### Estreia europeia
Em sua estreia na Europa, o clube teve três vitórias e cinco derrotas. Começou a competição na primeira rodada disputando em jogo de ida e volta contra o Karşıyaka SK, vencendo ambos os jogos e classificando-se para o grupo onde ele encontrou com JuveCaserta, Estudiantes, e Challans. Das seis partidas, Budućnost conseguiu apenas uma vitória, o que significou a eliminação da Copa Korać.
Após anos de sucesso, Budućnost foi rebaixado na temporada 1987-88. Mas, no ano seguinte Budućnost foi promovido e nunca perdeu o seu lugar na Primeira Liga novamente.
Na temporada 1995-96, Budućnost ganhou a Copa da Iugoslávia pela primeira vez. Na fase final do torneio, realizada em Nikšić, Budućnost derrotaou BFC Beočin e Partizan. Lista de inscritos: Šćepanović, Pajović, Tomović, Đaletić, Mudreša, P. Popović, A. Ivanović, Đikanović, Darko Ivanović, Simović, Vukčević e Mugoša. O treinador foi Živko Brajović.
A Copa da Iugoslávia foi ganha pela segunda vez na temporada 1997-98, também em Nikšić. Na fase final do torneio Budućnost foi melhor do que o Partizan e Beobanka. Lista de inscritos: Šćepanović, Pajović, Krivokapić, Vukčević, Ostojić, A. Ivanović, M. Ivanović, Ćeranić, S. Peković, Radunović e Dragutinović. A equipe foi treinada por Goran Bojanić.

### Os anos rico (1998-2002)
Após as vitórias na Copa da Iugoslávia, Budućnost ganhou três títulos sucessivos da Liga Iugoslava. O primeiro veio na temporada 1998-99, em que o clube teve um sucesso significativo nas competições Europeias. Budućnost classificou-se para as semifinais da Copa Saporta. Lista de inscritos: Vlado Šćepanović, Gavrilo Pajović, Goran Bošković, Dejan o radonjić, Đuro Ostojić, Blagota Sekulić, Dragan Vukčević, Saša Radunović, Dragan Ćeranić, Nikola Bulatović, Balša Radunović e Željko Topalović. A equipe foi treinada por Miroslav Nikolić.
Budućnost ganhou o seu segundo título consecutivo, sem derrotas (tanto na temporada regular, quanto nos play-offs) – total de 27 vitórias. Na temporada 1999-2000, Budućnost participou da Euroliga, pela primeira vez. Devido às sansões da ONU sobre a Iugoslávia, Budućnost tinha que jogar o seu jogo em casa longe de Podgorica (em Sarajevo e Budapeste), mas ainda assim conseguiu classificar-se para as oitavas de final. Lista de inscritos: Vlado Šćepanović, Gavrilo Pajović, Haris Brkić, Dejan o radonjić, Blagota Sekulić, Dragan Vukčević, Balša Radunović, Vladimir Kuzmanović, Nikola Bulatović, Dejan Tomašević e Milenko Topić. O treinador foi Miroslav Nikolić.
Budućnost ganhou o seu primeiro "duplo" na temporada 2000-01. Final 8 do torneio Iugoslávio foi realizada em Vršac. Nas quartas de final Budućnost derrotou o Hemofarm, na semifinal, derrotou Lovcen, e no final Budućnost venceu o Partizan, quem Budućnost também jogou no play-off final. Na Euroliga a equipe garantiu-se no Top 16. Lista de inscritos: Bojan Bakić, Haris Brkić (foi para o Partizan na metade da temporada), Saša Obradović, Dejan o radonjić, Igor Rakočević, Blagota Sekulić, Dragan Vukčević, Balša Radunović, Vladimir Kuzmanović, Dejan Milojević, Dejan Tomašević, Milenko Topić e Jerome James. O treinador da equipe foi Bogdan Tanjević (a equipe foi treinada por Miroslav Nikolić , por três meses, na primeira metade da temporada).

### Últimos anos (2002–presente)
Um mais silencioso do período seguidos durante o qual Budućnost tomou parte na ULEB Cup, que perdeu as eliminatórias em 2004 e 2005. Buducnost chegou a Sérvia e Montenegro Liga semifinais em sua última aparição, em que a concorrência. Buducnost, naturalmente, tornou-se a nova equipe a bater na renascer Montenegrino Liga de Basquete e já conquistou cinco títulos consecutivos, desde 2007, com um total 89-1 registro – o que diz muito sobre o seu domínio. Budućnost estava perto de fazer o Adriático League Final de Quatro em 2009-10 e ficou fora da Europa , depois de cair para Brose, Cestas por um único ponto no final de um em casa e outro fora da Ronda de Qualificação da série. Na temporada 2010-11, Budućnost caiu no classificatório para a Turkish Airlines Euroliga e na Temporada Regular da Eurocup, mas mais uma vez ganhou o Liga Montenegrina e a Copa de Montenegro títulos. Ele também alcançou o Final Four da Liga Adriática, onde ele perdeupor  62-58 contra o Partizan nas semifinais. Atualmente, Budućnost está competindo na Liga Montenegrino, Liga Adriática e Eurocup. Desde 2011 a empresa VOLI é o patrocinador principal do clube, com o CEO da empresa, Dragan Bokan por se tornar presidente do clube.

### Arena
Centro Esportivo Morača (Montenegrino: Sportski centar Morača, Спортски центар Морача) é um centro esportivo localizado em Podgorica, Montenegro. A arena foi construída na cidade nova de Podgorica, na margem direita do Rio Morača, que é homenageado na denominação do complexo. A edificação foi inaugurada em 1978, e vários esportes desfilaram pela arena:
- Grande arena com instalações adequadas (4.300 lugares nas arquibancadas e 700 quadra lugares)
- Pequena arena
- Artes marciais arena
- Piscina interior e uma piscina para não-nadadores
- Solário
- Sauna
- Centro de Fitness
- Tênis de mesa arena
- Apropriado instalações de negócios

## Torcedores
Os aficionados do Budućnost são conhecidos como Varvari (Bárbaros). O grupo de cores tradicionais são azul e branco, que são também as cores de todos os as equipes que defendem o Budućnost. Para os jogos em que o FK Budućnost joga em casa, os Varvari ocupam o lado norte Estádio municipal de Podgorica. Eles também têm lugares reservados no Centro de Esportes Morača como apoiadores do basquete do clube.
No final da década de 1980 e início da década de 1990, os Varvari manteve ligações estreitas com os fãs do Estrela Vermelha de Belgrado especificamente com o grupo Delije. Isto foi visto como uma extensão natural histórico e cultural pela proximidade de Montenegro e a Sérvia, bem como as duas repúblicas que continuaram fazendo parte do mesmo país, após o final dissolução da RSF da Iugoslávia, em 1992. No entanto, a relação Delije-Varvari mudou no final da década de 1990 como as relações entre Montenegro e Sérvia tornando-se cada vez mais tensas.
O basquetebol passou a ser prioridade para a torcida durante a década de 1990, que começou a investir pesadamente enquanto o clube de futebol trabalhou na metade inferior da tabela. Eles são os mais organizados grupo de torcedores em Montenegro.

## Conquistas

### Competições nacionais

#### Liga
- Liga Montenegrina

-   -  Vencedores (10): 2007, 2008, 2009, 2010, 2011, 2012, 2013, 2014, 2015, 2016

Vice-campeão (0): nenhum
- Liga da Sérvia e Montenegro

-   -  Vencedores (3): 1999, 2000, 2001

-   - Vice-campeão (1): 2002

#### Copas
- Copa de Montenegro

-   -  Vencedores (9): 2007, 2008, 2009, 2010, 2011, 2012, 2014, 2015, 2016

Vice-campeão (1): 2013
- Copa da Sérvia e Montenegro

-   -  Vencedores (3): 1996, 1998, 2001

-   - Vice-campeão (1): 2002

### Sucesso internacional
- Euroliga:
  - Top 16 (2): 1999-00, 2000-01
- Eurocup
  - 1/4 Final (2): 2011-12, 2012-13

### Competições regionais
- Liga Adriática

Campeão (1):2018
Finalista (5): 2010, 2011, 2014, 2019, 2021

## Jogadores Notáveis
O basquetebolista mais conhecido vindo do KK Budućnost.

### Jogadores Notáveis
| - Saša Radunović - Duško Ivanović - Goran Bojanić - Goran Bošković - Nikola Bulatović - Žarko Čabarkapa - Goran Ćakić - Dragan Ćeranić - Milenko Topić - Đuro Ostojić - Gavrilo Pajović - Aleksandar Pavlović - Haris Brkić - Vladimir Kuzmanović - Saša Obradović - Bojan Subotić - Dejan Tomašević - Žarko Paspalj - Bojan Bakić - Vladimir Dašić - Vladimir Dragičević - Bojan Dubljević - Savo Đikanović | - Nikola Ivanović - Goran Jeretin - Ivan Koljević - Vladimir Mihailović - Nenad Mijatović - Luka Pavićević - Aleksa Popović - Dejan Radonjić - Balša Radunović - Žarko Rakočević - Boris Savović - Blagota Sekulić - Vlado Šćepanović - Sead Šehović - Mladen Šekularac - Slavko Vraneš - Nikola Vučević - Dragan Vukčević - Nemanja Gordić - Jermaine Anderson - Davor Pejčinović - Darko Planinić - Robert Rikić | - Gerald Lee - Gintaras Kadžiulis - Deji Akindele - Hasan Rizvić - Nikola Jestratijević - Bojan Krstović - Marko Lekić - Vladimir Micov - Dejan Milojević - Nikola Otašević - Ivan Paunić - Miljan Pavković - Igor Rakočević - Marko Simonović - Aleksandar Smiljanić - Željko Topalović - Čedomir Vitkovac - Alexander Okunsky - Andre Brown - Omar Cook - Acie Earl - Jerome James - J. R. Reynolds - Tony Stanley |

### Treinadores Notáveis
- Rusmir Halilović
- Vlade Đurović (1984-1985)
- Milutin Petrović (1985-1986)
- Miodrag Baletić (1988–1991, 2002–2004)
- Miroslav Nikolić (1998-2001)
- Bogdan Tanjević (2001)
- Zoran Sretenović (2001)
- Darko Ruso
- Zvezdan Mitrović
- Zoran Martič
- Dejan Radonjić (2006-2013)

## Jogadores do KK Budućnost com passagem pela NBA
| - Žarko Paspalj - Žarko Čabarkapa - Aleksandar Pavlović - Slavko Vraneš - Nikola Vučević | - Igor Rakočević - Andre Brown - Acie Earl - Jerome James |

## Patrocínios
| Patrocinador principal           | VOLI                |
| Fornecedor de material esportivo | Luanvi              |
| Emissora Oficial                 | RTCG                |
| Oficial Fornecedor De Viagens    | Montenegro Airlines |